# Alokodon
Alokodon (Alocodon kuehnei) – dwunożny, roślinożerny dinozaur z rzędu dinozaurów ptasiomiednicznych (Ornithischia). Znaczenie jego nazwy – ząb z bruzdami
Żył w okresie jury (ok. 164-162 mln lat temu) na terenach współczesnej Europy Portugalia. Długość ciała ok. 1 m, wysokość ok. 30 cm, masa ok. 7 kg. Jego szczątki znaleziono w Portugalii.
Opisany jedynie na podstawie kilku zębów.